# Andraž Kirm
Andraž Kirm (Ljubljana, 6 september 1984) is een Sloveens voetballer die als middenvelder speelt. Hij verruilde NK Domžale in 2019 voor NK Bravo.

## Clubcarrière
Kirm werd tweemaal Sloveens kampioen met NK Domžale en eenmaal Pools kampioen met Wisła Kraków. Sinds 29 augustus 2012 kwam Kirm uit voor FC Groningen, waar hij op de positie van vleugelaanvaller speelde. In augustus 2014 ging hij op Cyprus bij AC Omonia aan de slag. Na een jaar bij Olimpija Ljubljana keerde hij in oktober 2017 terug bij NK Domžale. In 2019 vond Kirm in NK Bravo een nieuwe werkgever.

## Interlandcarrière
Kirm maakte zijn debuut in het Sloveens voetbalelftal op 22 augustus 2007 in de vriendschappelijke interland tegen Montenegro, die eindigde in een 1–1 gelijkspel. Hij scoorde sindsdien vijf keer voor zijn vaderland. Ook maakte hij deel uit van de Sloveense selectie bij het wereldkampioenschap voetbal 2010 in Zuid-Afrika. In het kwalificatietoernooi voor het daaropvolgende wereldkampioenschap speelde Kirm acht interlands en was hij eenmaal trefzeker, maar slaagde hij met zijn land er niet in kwalificatie af te dwingen.
| Interlanddoelpunten | Interlanddoelpunten | Interlanddoelpunten | Interlanddoelpunten      | Interlanddoelpunten | Interlanddoelpunten | Interlanddoelpunten | Interlanddoelpunten |
| №                   | Datum               | Locatie             | Wedstrijd                | Goal(s)             | Score               | Uitslag             | Competitie          |
| ------------------- | ------------------- | ------------------- | ------------------------ | ------------------- | ------------------- | ------------------- | ------------------- |
| 1                   | 12 augustus 2009    | Maribor             | Slovenië – San Marino    | 54'                 | 3 – 0               | 5 – 0               | WK-kwalificatie     |
| 2                   | 3 maart 2010        | Maribor             | Slovenië – Qatar         | 34'                 | 3 – 0               | 4 – 1               | Oefeninterland      |
| 3                   | 4 juni 2010         | Maribor             | Slovenië – Nieuw-Zeeland | 44'                 | 3 – 1               | 3 – 1               | Oefeninterland      |
| 4                   | 29 februari 2012    | Koper               | Slovenië – Schotland     | 33'                 | 1 – 0               | 1 – 1               | Oefeninterland      |
| 5                   | 15 augustus 2012    | Ljubljana           | Slovenië – Roemenië      | 70'                 | 4 – 2               | 4 – 3               | Oefeninterland      |
| 6                   | 7 juni 2013         | Reykjavik           | IJsland – Slovenië       | 11'                 | 0 – 1               | 2 – 4               | WK-kwalificatie     |

## Erelijst
NK Domžale
- Sloveens landskampioen

2006-07, 2007-08
- Sloveense Supercup

2007
 Wisła Kraków
- Ekstraklasa

2011